# Apoštolský palác
Apoštolský palác, také zvaný Papežský palác nebo Vatikánský palác, je oficiální rezidencí papeže ve Vatikánu.

## Charakteristika
Palác je komplexem budov, zahrnující Papežské apartmány, kanceláře Římskokatolické církve, několik kaplí, Vatikánská muzea, Vatikánskou knihovnu a Institut pro náboženská díla. Je zde přes 1000 místností (mimo jiné Rafaelovy sály a Sixtinská kaple s renovovanými freskami od Michelangela (restaurována v letech 1980–1990).
Další papežské rezidence jsou v Lateránském paláci a v Castel Gandolfo mimo Řím.

## Historie
Před rokem 1871 byl oficiálním papežským sídlem Kvirinálský palác. Po konečném svržení papežského státu roku 1870 italský král zabral roku 1871 tento palác a ustanovil jej královskou rezidencí. Po ukončení italské monarchie roku 1946 se stal sídlem prezidenta Italské republiky.